# Sara Beirão
Sarah de Vasconcelos Carvalho Beirão, kurz Sara Beirão (* 29. Juli 1880, in Tábua; † 21. Mai 1974 ebenda), war eine portugiesische Schriftstellerin, Journalistin, Publizistin, Frauenrechtlerin und Philanthropin. Sie schuf ein vielseitiges Werk, das sich vor allem an Kinder und Jugendliche wendet, und arbeitete für diverse Publikationen in Lissabon und Porto. Sie war Mitglied des Ordens des heiligen Jakob vom Schwert in der Klasse Offizier.

## Leben
Sara Beirão wurde als Tochter von Maria José da Costa Mathias und dem Arzt Francisco de Vasconcellos Carvalho Beirão, einem überzeugten Republikaner, geboren.
Sie schloss ein Studium in Porto ab und begann im Alter von 18 Jahren ihre schriftstellerische Laufbahn in den Zeitungen der Provinz, und zwar in der von ihrem Vater gegründeten Zeitschrift O Tabuense sowie in der Zeitung Beira Alta und der Zeitschrift Humanidade, wobei sie das Pseudonym „Álvaro de Vasconcelos“ verwendete.
Im Jahr 1909 engagierte sie sich erstmals stärker für die republikanische Sache, indem sie am 2. Mai als Mitorganisatorin der ersten republikanischen Kundgebung in Tábua auftrat und anschließend das Centro Republicano Tabuense unter dem Vorsitz ihres Vaters mit eröffnete. Im selben Monat trat sie, für die Emanzipation der Frauen kämpfend, der Liga Portuguesa da Paz und der Liga Republicana das Mulheres Portuguesas bei. Sie förderte die Gründung der Sektion Tábua und wurde deren Präsidentin.
Im Alter von 30 Jahren, am 15. September 1910, heiratete sie António da Costa Carvalho Júnior in der Pfarrkirche Santa Maria Maior in Tábua.
1928 zog sie nach Lissabon und schloss sich der Grupo das Treze an, symbolisch von dreizehn Frauen gegründet, die Unwissenheit und Aberglauben, religiösen Dogmatismus und Konservatismus bekämpfen wollten, die die portugiesische Gesellschaft prägten und die Emanzipation der Frauen und den menschlichen Fortschritt verhinderten. Ebenso trat sie der Liga Nacional de Defesa dos Animais (Tierschutz) bei, deren Vorstandsvorsitzende sie 1938 wurde, und dem Conselho Nacional das Mulheres Portuguesas, der von der Ärztin Adelaide Cabete geleitet wurde. Dort wurde sie später Vizepräsidentin (1931–1934, 1943–1945), Vorstandsvorsitzende (1935–1941), Ehrenvorsitzende (1942) und Leiterin verschiedener Sektionen, insbesondere der Sektionen für Wahlrecht und Presse. Sie nahm am zweiten Congresso Feminista e de Educação mit dem Beitrag A mulher portuguesa no comércio („Portugiesische Frauen im Handel“) teil, in dem sie die Bedeutung der Frauen für die Wirtschaft des Landes würdigte.
Am 27. Oktober 1948 wurde sie zum Offizier des Ordens des heiligen Jakob vom Schwert ernannt.
Neben ihrem Engagement für Frauenrechte und Gleichstellung widmete sich Beirão der Philanthropie und konzentrierte sich vornehmlich auf Anliegen zugunsten von Unterprivilegierten, Kindern und älteren Menschen. Sie war die Gründerin der Einrichtung, aus der das erste „Künstlerhaus“ in Portugal hervorging. Die Stiftung Fundação Sarah Beirão e António Costa Carvalho wurde in den 1970er Jahren mit der Absicht gegründet, ein Alters- und Pflegeheim für Künstler und Intellektuelle zu sein und besteht noch heute als soziale Einrichtung in einem Herrenhaus aus dem 18. Jahrhundert, dem Haus der Familie Beirão in Tábua. Neben der Stiftung gründete Beirão Casa da Criança Sara Beirão, ein Kinderhaus, und das Lar Sara Beirão, ein Heim, beide in Travanca de Lagos, Oliveira do Hospital.
Beirão schrieb Belletristik für Erwachsene, darunter die Werke Serões da Beira, Cenas Portuguesas, Amores no Campo und Fidalgos da Tôrre. Ihre bekanntesten Kinderbücher sind Raúl und Manuel vai correr mundo. 
Sie schrieb für verschiedene Zeitungen und Zeitschriften wie O Primeiro de Janeiro, O Comércio do Porto, Diário de Notícias, Diário de Lisboa, A Madrugada, Alma Feminina, Diário de Coimbra, O Figueirense, Ilustração, Jornal da Mulher, Jornal de Notícias, Modas & Bordados, Portugal Feminino, O Século, O Século Ilustrado, Serões, Vértice sowie die brasilianischen Zeitungen Diário Português und Vida Carioca.
Beirão starb 1974 im Alter von dreiundneunzig Jahren in Tábua.
In den Städten Sobreda, Oeiras und Seixal sind Straßen nach ihr benannt. In Tábua gibt es den öffentlichen Garten Jardim Sara Beirão und die Biblioteca Casa Museu de Sarah Beirão.

## Veröffentlichungen
- Serões da Beira (1929)
- Cenas Portuguesas (1930)
- Amores no Campo (1931)
- Raul (1934)
- Os Fidalgos da Torre (1936)
- O Solar da Boa Vista (1937)
- Clara (1939)
- Sozinha (1940)
- Surpresa Bendita (1941)
- Alvorada (1943)
- Prometida (1944)
- Um Divórcio (1950)
- Triunfo (1950er Jahre)
- Manuel Vai Correr Mundo (1950er Jahre)
- Destinos (1955)
- A Luta (1972)